# Stenalcidia invenusta
Stenalcidia invenusta là một loài bướm đêm trong họ Geometridae.